# Mike Bordin

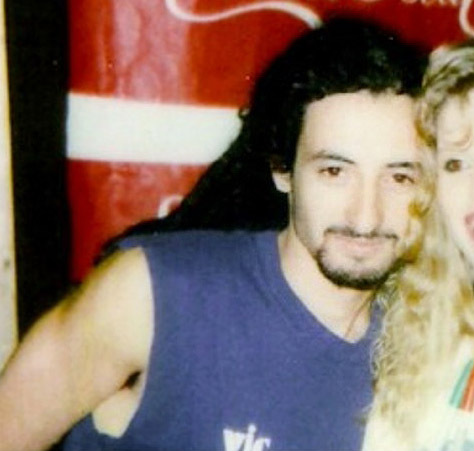
Mike Bordin, 1990

Mike Bordin, född 27 november 1962 i San Francisco, Kalifornien, USA, är en amerikansk trummis.
Tillsammans med Roddy Bottum och Billy Gould grundade Bordin 1982 bandet Faith No More, som hade stora framgångar med albumen Angel Dust (1992), King For A Day... Fool For A Lifetime (1995) och Album of the Year (1997).
Faith No More splittrades 1998, och Bordin har sedan dess spelat med bland andra Ozzy Osbourne och Korn.